# 骨脂鯉
骨脂鯉，為锯脂鲤科骨脂鯉属的唯一一種。分布於南美洲巴西鑫谷河流域，體長可達17.6公分，棲息在底中層水域，以植物及藻類為食，生活習性不明，可作為觀賞魚。

## 扩展阅读
維基物種上的相關：骨脂鯉